# Grand Prix van Penya Rhin 1948
De Grand Prix van Penya Rhin 1948 was een autorace die werd gehouden op 31 oktober 1948 op het Pedralbes Circuit in Barcelona.

## Uitslag
| Positie | Rijder                         | Team        | Ronden | Tijd/Opgave |
| ------- | ------------------------------ | ----------- | ------ | ----------- |
| 1       | Luigi Villoresi                | Maserati    | 70     | 2:10:12.0   |
| 2       | Reg Parnell                    | Maserati    | 70     | +28.0       |
| 3       | Louis Chiron                   | Talbot-Lago | 70     | +3:14.0     |
| 4       | Louis Rosier                   | Talbot-Lago | 66     | +4 ronden   |
| 5       | Cuth Harrison                  | ERA         | 63     | +7 ronden   |
| 6       | Fred Ashmore                   | Maserati    | 59     | +11 ronden  |
| 7       | Cesar Apeztguía                | Talbot-Lago | 59     | +11 ronden  |
| 8       | Yves Giraud-Cabantous          | Talbot-Lago | 59     | +11 ronden  |
| 9       | Bob Gerard                     | ERA         | 56     | +14 ronden  |
| 10      | Claude Bernheim André Canonica | Maserati    | 55     | +15 ronden  |
| NF      | Birabongse Bhanubandh          | Ferrari     | 61     | Transmissie |
| NF      | Giuseppe Farina                | Ferrari     | 51     | Transmissie |
| NF      | Eugène Chaboud                 | Talbot-Lago |        | Cilinders   |
| NF      | Gianfranco Comotti             | Talbot-Lago |        | Remmen      |
| NF      | Juan Jover                     | Maserati    |        | Ophanging   |
| NF      | Francisco Godia-Sales          | Maserati    |        | Motor       |
| NF      | Chico Landi                    | Maserati    |        | Motor       |
| NF      | Emmanuel de Graffenried        | Maserati    |        | Motor       |
| NF      | Clemar Bucci                   | Maserati    |        | Motor       |
| NF      | Piero Taruffi                  | Maserati    |        | Motor       |
| NF      | Julio Gonzalez-Pola            | Ferrari     |        | Motor       |
| NF      | Leslie Brooke                  | Maserati    | 2      | Ongeluk     |
| NF      | Alberto Ascari                 | Maserati    | 1      | Compressor  |